# Warrior on the Edge of Time
Warrior on the Edge of Time es el quinto álbum de estudio de Hawkwind, lanzado por United Artists en 1975.
El disco alcanzó el puesto Nº 13 en el chart británico, y fue el tercer y último álbum de Hawkwind en figurar en los charts de Billboard (puesto 150).
El escritor Michael Moorcock colaboró en varias letras, mientras que el concepto integral del LP está libremente basado en el "Campeón eterno" (The Eternal Champion), creación literaria de Moorcock, quien incluso pronuncia algunas palabras en "The Wizard Blew His Horn" y "Warriors".
Para este álbum se reclutó un segundo percusionista, Alan Powell, junto al ya existente Simon King, mientras que Lemmy Kilmister sería unilateralmente despedido poco después, durante su breve estadía en la cárcel, acaecida en medio de unas presentaciones del grupo en Canadá. Tras su expulsión Lemmy formaría su propio proyecto musical: Motörhead, nombre tomado de un tema de Hawkwind.

## Lista de canciones
Lado A
1. Assault and Battery (Part 1) (Brock) – 5:36
2. The Golden Void (Part 2) (Brock) – 4:33
3. The Wizard Blew His Horn (Moorcock, House, Powell, King) – 2:00
4. Opa-Loka (Powell, King) – 5:40)
5. The Demented Man (Brock) – 4:20

Lado B
1. Magnu (Brock) – 8:40
2. Standing at the Edge (Moorcock, House, Powell, King) – 2:45
3. Spiral Galaxy 28948 (House) – 3:55
4. Warriors (Moorcock, House, Powell, King) – 2:05
5. Dying Seas (Turner) – 3:05
6. Kings of Speed (Moorcock, Brock) – 3:25

### Pistas adicionales
1. Motörhead (Kilmister) – 3:02

## Personal
- Dave Brock: guitarra, voz, teclados, bajo en "Opa-Loka"
- Lemmy: bajo, voz en "Motorhead"
- Nik Turner: saxo, flauta, voz en "Standing at the Edge" y "Dying Seas"
- Simon House: violín, mellotron, VCS3, teclados
- Simon King: batería
- Alan Powell: batería
- Michael Moorcock: concepto integral, voz en "The Wizard Blew His Horn" y "Warriors"